# Округа КНР
Округа́ (кит. упр. 地区, палл. дицюй) в КНР — административные единицы окружного уровня. В 1980—2000-е годы большинство округов было преобразовано в города окружного значения. В настоящее время в КНР остаётся 7 округов.
Округа входят в состав провинций, и в свою очередь разделяются на уезды.
Округа управляются администрацией (行政公署) во главе с главой округа (行政首长), который назначается администрацией провинции.
Список округов

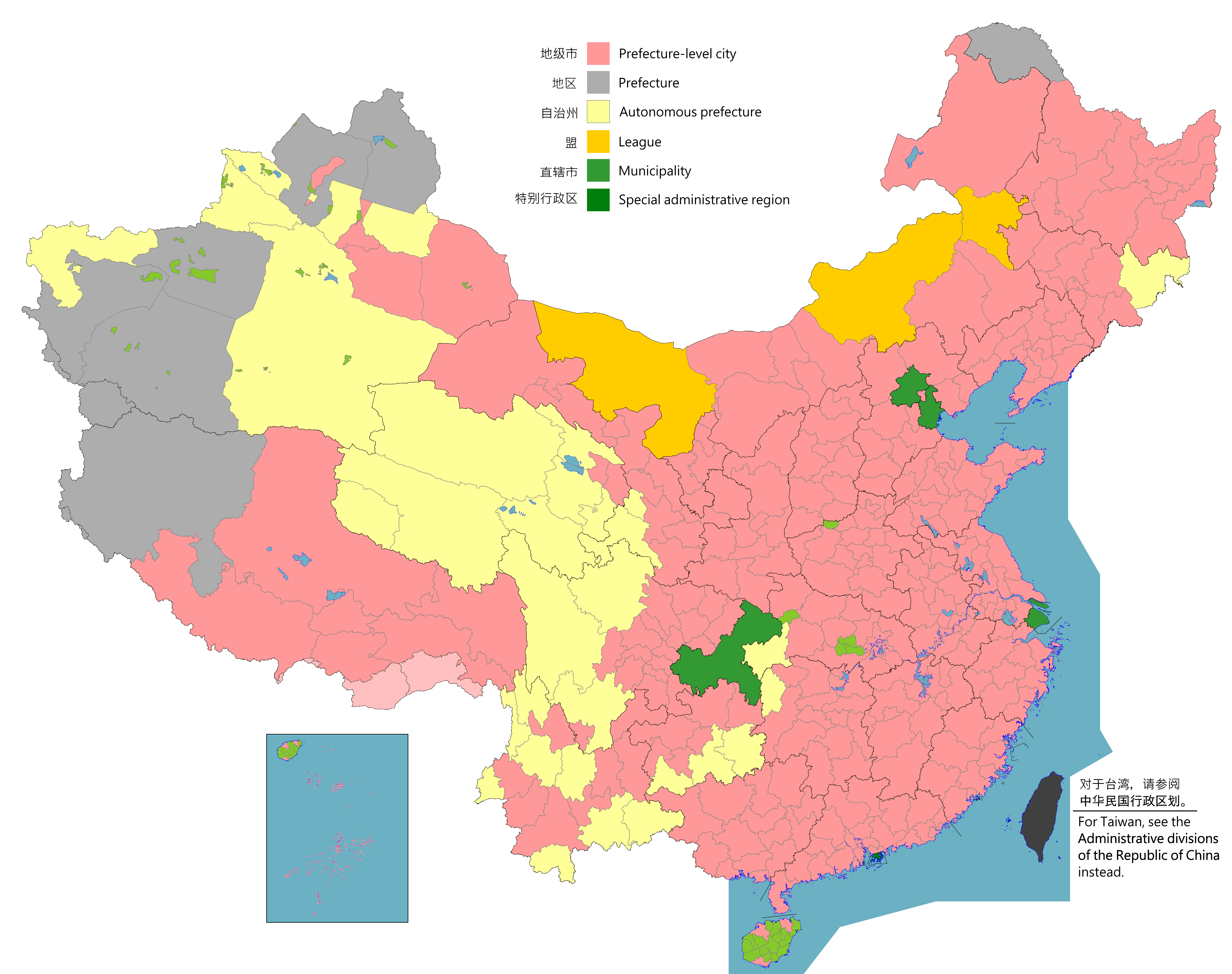
Map of China’s prefectural level divisions

- Синьцзян-Уйгурский автономный район
  - Аксу
  - Алтай (входит в Или-Казахский АО)
  - Кашгар
  - Хотан
  - Чугучак (входит в Или-Казахский АО)

- Тибетский автономный район
  - Нгари

- Хэйлунцзян
  - Да-Хинган-Лин